# Maniola subnephelae
Maniola subnephelae är en fjärilsart som beskrevs av Shchetkin 1963. Maniola subnephelae ingår i släktet Maniola och familjen praktfjärilar. Inga underarter finns listade i Catalogue of Life.